# Offenhausen (Bawaria)
Offenhausen – miejscowość i gmina w Niemczech, w kraju związkowym Bawaria, w rejencji Środkowa Frankonia, w regionie Industrieregion Mittelfranken, w powiecie Norymberga, wchodzi w skład wspólnoty administracyjnej Henfenfeld. Leży w Okręgu Metropolitarnym Norymbergi, w Jurze Frankońskiej, około 21 km na wschód od Norymbergi i ok. 10 km na południowy wschód od Lauf an der Pegnitz, przy autostradzie A6.

## Dzielnice
W skład gminy wchodzą następujące dzielnice: 
- Offenhausen
- Aichamühle
- Birkensee
- Breitenbrunn
- Egensbach
- Hallershof
- Hinterhaslach
- Ittelshofen
- Klingenhof
- Kucha
- Mittelhof
- Oberndorf
- Püscheldorf
- Schrotsdorf

## Polityka
Wójtem od 1996 jest Georg Rauh. Rada gminy składa się z 12 członków:
|      | CSU | SPD | Niezależny Blok Wyborczy | Razem     |
| 2002 | 5   | 2   | 5                        | 12 miejsc |

### Współpraca
Miejscowość partnerska:
- Offenhausen, Austria

## Zabytki i atrakcje
- Kościół św. Mikołaja (St. Nikolaus) z XIV w.
- kaplica na górze Keil z XV w.